# پوکاچی
شهر پوکاچی (به روسی: Покачи) در کشور روسیه و در اوکروگ خانتی-مانسی اوتونوموس واقع شده‌است.